# Danh sách núi lửa ở Azerbaijan
Dưới đây là danh sách các núi lửa ở Azerbaijan.
| Tên          | Độ cao | Độ cao | Địa điểm                            | Lần phun trào cuối |
| Tên          | mét    | bộ     | Tọa độ                              | Lần phun trào cuối |
| Böyük İşıqlı | 3.552  | 11.653 | 39°35′B 46°10′Đ / 39,583°B 46,167°Đ | -                  |
| Axarbaxar    | 2.800  | 9.186  | 40°01′B 45°47′Đ / 40,017°B 45,783°Đ | 778 TCN            |
| Qarqar       | 3.000  | 9.842  | 39°44′B 46°01′Đ / 39,733°B 46,017°Đ | 3000 TCN           |